# Vladislav II di Valacchia
Vladislav II (... – 22 agosto 1456) è stato un militare rumeno, figlio di Dan II di Valacchia, della stirpe dei Dănești, fu voivoda (principe) di Valacchia nel biennio 1447-1448 e dal 1448 al 1456.

## Biografia
Le informazioni relative all'infanzia ed alla formazione di Vladislav II Dănești sono praticamente nulle.
Vladislav II fece la sua comparsa nella storia nel 1447 quando, appoggiato dal condottiero Giovanni Hunyadi del Regno d'Ungheria, strappò il trono di Valacchia al voivoda Vlad II Dracul e al di lui figlio Mircea II di Valacchia. Vladislav aveva tentato di prendere per sé il trono nel giugno-luglio del 1447, fallendo. Nel novembre successivo, fu Hunyadi, stanco dei doppigiochi di Dracul, a muovere un attacco risolutivo; entro dicembre, le armate di Vlad II furono sconfitte: il primo a morire fu l'erede di Dracul, Mircea II, tradito dai boiari valacchi di Târgoviște; Dracul venne raggiunto dai fedeli di Vladislav nelle paludi di Bălțeni (presso Bucarest) e decapitato.
Nell'ottobre 1448, Vladslav comandò le truppe valacche (comprendenti 4000 arcieri) agli ordini di Hunyadi nella Seconda battaglia del Kosovo contro l'Impero ottomano. Sconfitto dai turchi, Vladislav tornò in Valacchia e scoprì che il sultano Murad II vi aveva installato quale nuovo voivoda Vlad III Draculea, figlio di Dracul. Al volgere del 1448, Vladislav era comunque tornato al potere.
Nel 1452 Vladislav II ruppe il suo sodalizio con Hunyadi. Come già era stato per il suo predecessore, Vlad II, anche Vladislav si ribellò al servaggio monetario nei confronti del Regno d'Ungheria, coniando una propria monetazione d'argento. Privato dei feudi transilvani di Amlaș e Făgăraș, Vladislav venne attaccato dagli ungheresi una prima volta nel 1453 e una seconda nel 1455. Nel 1456, mentre Hunyadi era impegnato a combattere le truppe del sultano Maometto II nell'Assedio di Belgrado, Vladislav venne spodestato da Vlad l'Impalatore, figlio di Vlad II.
Stando alla leggenda, Vladislav II venne ucciso in singolar tenzone da Vlad l'Impalatore il 20 agosto 1456 presso la città di Târgșor. È invece più probabile che sia stato tradito ed ucciso dai suoi boiari. Il corpo venne sepolto nella chiesa del Monastero di Dealu (Târgoviște) dal boiaro Neagoe, bano di Craiova (capostipite della dinastia dei Craiovești) i cui figli, nel 1512, fecero erigere una lapide per il voivoda recante una data di morte errata.
Da Vladislav II discese Vladislav III di Valacchia, a sua volta voivoda di Valacchia.